# 蔣德璟
蔣德璟（1593年—1646年），字中葆，号八公，又号若柳，福建泉州府晉江縣福全所人，祖籍直隸歙县（今安徽），明末政治人物，進士出身。

## 生平
蔣德璟中式萬曆三十七年（1609年）己酉科舉人，天启二年（1622年）登進士，改翰林院庶吉士，丁憂歸。七年七月授編修，管诰敕撰文。因不附魏忠贤，遭排斥。
崇禎時，遷少詹事。崇禎十一年（1639年）杨嗣昌任兵部尚书，增饷銀二百八十万兩，後來楊嗣昌卒於軍，德璟上奏：“嗣昌倡聚敛之议，加剿饷、练饷，致天下民穷财尽，胥为盗。又匿失事，饰首功，宜按仇鸾事，追正其罪。”。
崇禎十五年（1642年）首輔周延儒薦拔「德璟可大用」，與黃景昉、吳甡以禮部尚書兼東閣大學士入閣參與機務，之前崇禎帝問：“天變何由弭？”對曰：“拯百姓，即弭天變。近加遼餉千餘萬、練餉七百萬，民何以堪！祖制：三協止一督、一撫、一總兵。今增二督、三撫、六總兵，又設副將以下數十人；權不統一，何由制勝”。崇祯十六年（1643年）改任户部尚书，晋太子少保文渊阁大学士。德璟博聞強識，“九邊厄塞、河漕屯牧、鹽策水利、曆律刑法，莫不究其利弊。”性鲠直，能用人，陳子壯、倪元璐、顧錫疇皆由他推薦，謂「賢才不可不惜」。
崇祯十七年（1644年），李自成日益勢大，戶部主事蔣臣請行鈔法，聲稱每年造鈔三千萬貫，一貫定價一兩，每年可得銀三千萬兩，然而蔣德璟認為「百姓雖愚，誰肯以一金買一紙」，但崇祯帝仍然採納鈔法。二月，賊勢漸逼，崇祯帝令群臣廷議，討論到少詹事項煜讓太子南遷之議，蔣德璟大力支持，但崇禎帝不作回應。後來又與崇禎帝争論「練餉」利弊，使得崇禎帝震怒切責，因而蔣德璟三月二日引罪去位。不久後，李自成攻入京師，崇禎帝自縊煤山，明亡。
弘光元年（1645年）六月，唐王朱聿键立于福州，改元隆武，蔣德璟與林欲楫、黄景昉、陈洪谧同時被召用，隆武二年（1646年）九月朱聿键敗走，德璟絕食，是月卒于家中。

## 家族
父蔣光彥，萬曆壬辰进士，官至江西副使。

## 著作
著有《敬日堂集》10卷、《視草》10卷、《奏疏》10卷、《花磚小草》1卷、《使淮詩》1卷、《使益詩》1卷、《使還詩》1卷、《小賦集》1卷、《海北省視》2卷、《黃芽園詩》1卷、《石桃丙舍稿》2卷、《中興一統鏡》1卷、《榕壇十八答》1卷、《 經珠經經》1卷及《愨書》、《詩文集》等。

## 評價
陳盟雪《崇禎內閣行略》評價曰：「德璟世家閥閱，諳練典故，謹飭好修，循默守成，未能有所發攄，僅克保其身而已。士論惱之。」

## 軼事
蔣德璟的官話帶有些許的口音，其他朝臣覺得聽起来很吃力，但就屬崇祯帝喜歡且聽得懂。

## 延伸阅读
[在维基数据编辑]
 《明史卷二百五十一》，出自《明史》
 在维基共享资源阅览影像
| 官衔        | 官衔                | 官衔          |
| ----------- | ------------------- | ------------- |
| 前任： 陳演 | 明朝内阁首輔 1644年 | 繼任： 魏藻德 |